# 쾰리켄

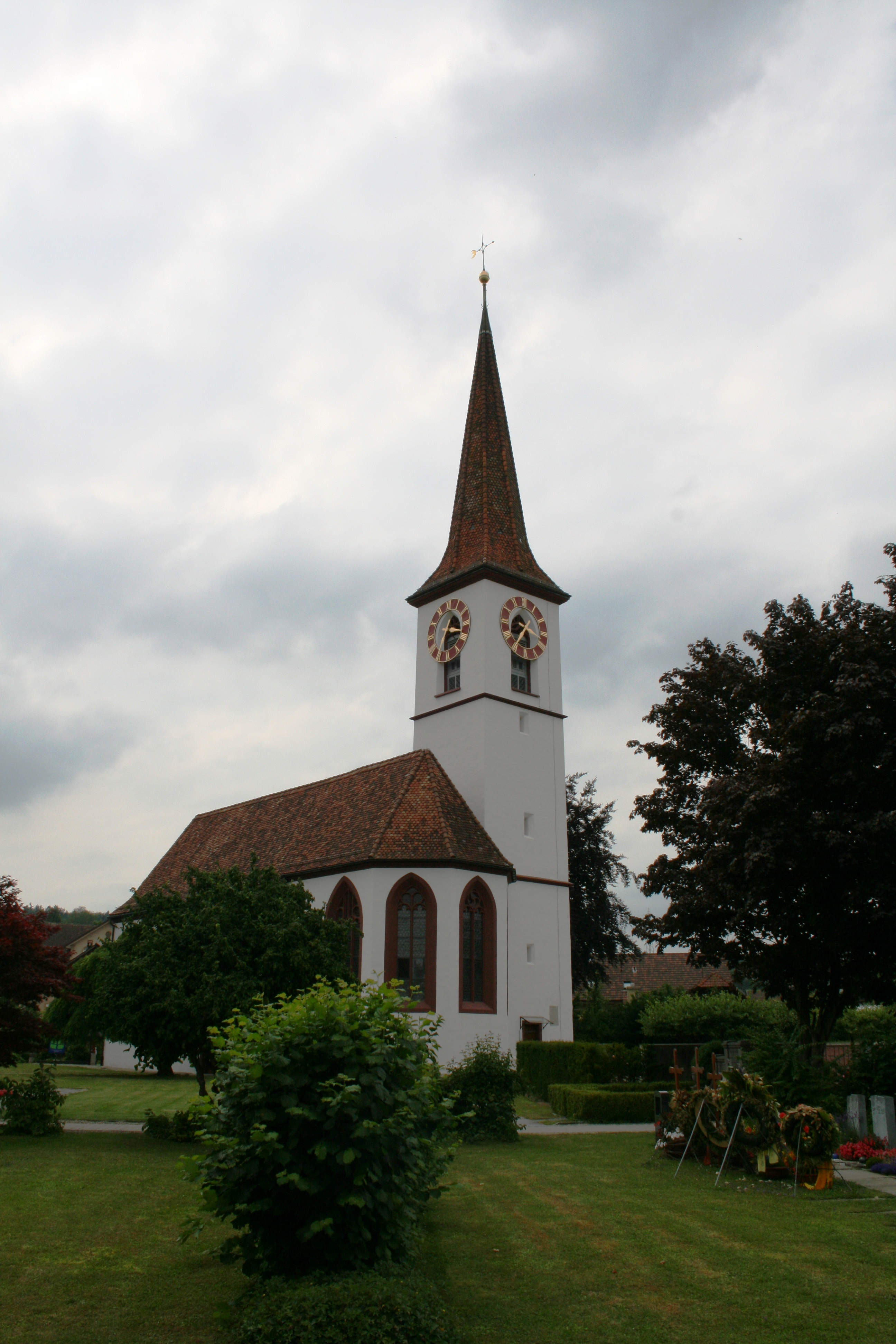
쾰리켄 개신교 교회

쾰리켄(독일어: Kölliken)은 스위스 아르가우주에 위치한 도시로 면적은 8.89km2, 높이는 430m, 인구는 4,272명(2015년 12월 기준), 인구 밀도는 480명/km2이다.

시 문장

## 인구
| 연도 | 인구  | ±%     |
| ---- | ----- | ------ |
| 1764 | 896   | —      |
| 1850 | 1,782 | +98.9% |
| 1900 | 2,021 | +13.4% |
| 1950 | 2,884 | +42.7% |
| 1990 | 3,557 | +23.3% |
| 2000 | 3,910 | +9.9%  |